# Agios Dimitrios Piliou
Agios Dimitrios Piliou (Grieks: Άγιος Δημήτριος Πηλίου) is een dorp in de gemeente Zagora-Mouresi, in het oostelijke deel van het departement Magnesia, Thessalië. Het aantal inwoners in 2011 was 243.
Agios Dimitrios ligt op de oostelijke helling van de dicht beboste Pilion, op ongeveer 170 meter hoogte. Het ligt 1 km ten zuidwesten van het dorp Agios Ioannis, aan de kust van de Egeïsche Zee. Het ligt 1,5 km ten zuidoosten van Anilio, 2 km ten noordwesten van Mouresi, 5 km ten zuidoosten van Zagora en 19 km ten oosten van de stad Volos.

## Inwoners
| Jaar | Inwoners |
| ---- | -------- |
| 1981 | 348      |
| 1991 | 442      |
| 2001 | 268      |
| 2011 | 243      |